# Премия Иегуди Менухина
Пре́мия и́мени Иегуди Менухина — награда международной филателистической ассоциации Philatelic Music Circle (PMC), присуждаемая с 2001 года художникам за лучшую почтовую марку предыдущего года по музыкальной тематике. Премия была учреждена в честь американского скрипача и дирижёра Иегуди Менухина (англ. Yehudi Menuhin; 1916—1999).

## История
Скрипач Иегуди Менухин на протяжении 30 лет, с 1969 по 1999 год, был руководителем международной филателистической ассоциации Philatelic Music Circle. С 1980 по 1997 год он был также председателем международного жюри ежегодной Премии имени Роберта Штольца, которая присуждалась художникам за лучшую почтовую марку музыкальной тематики.
После смерти И. Менухина Премия Роберта Штольца больше не присуждалась. Однако в 2001 году была учреждена новая премия за лучшую музыкальную марку — имени Иегуди Менухина.

## Лауреаты Премии
- 2001 год — Мириам Воз и Тьерри Мартин (Myriam Voz, Thierry Martin) — марки Бельгии «Иоганн Себастьян Бах и Музей музыкальных инструментов в Брюсселе»  (Mi #2963-2968; Sc #1812-1817)
- 2002 год — Карлос Менк Фрейре (Carlos Menck Freire) — почтовый блок Уругвая «125 лет со дня создания „Кольца Нибелунга“ Рихарда Вагнера»  (Sc #1907)
- 2003 год — Нельсон Иносенсио (Nelson Inocencio) — марки Бразилии «Музыкальные инструменты»  (Sc #2869A-2877A)
- 2004 год — Эмре Бекер (Emre Becer) — марки Турции «Музыкальные инструменты»  (Mi #3355-3356; Sc #2866-2867)
- 2005 год — Франко Филанци (Franco Filanci) — почтовый блок Сан-Марино «Повторное открытие „Ла Скала“ в Милане»  (Mi #2175-2177; Sc #1623)
- 2006 год:
  - 1-я премия — Адольф Тума[англ.] — марки Австрии «50-я годовщина повторного открытия Городского театра и Венской государственной оперы»  (Mi #2555-2556; Sc #2027)
  - 2-я премия — Леандро Допасио (Leandro Dopacio) — марки Аргентины «50-летие двусторонних отношений между Аргентиной и Таиландом»  (Sc #2312-2313)
  - 3-я премия — Колин Тилльер и Арион Вонг (Colin Tillyer, Arion Wong) — почтовый блок Гонконга «Международная филателистическая выставка „Pacific Explorer 2005“ в Сиднее»  (Sc #1137)
- 2007 год:
  - 1-я премия — Мириам Воз и Тьерри Мартин (Myriam Voz, Thierry Martin) — марки Бельгии «Полифония Ренессанса»  (Mi #3519-3523)
  - 2-я премия — Юлле Маркс и Юри Касс (Ülle Marks, Jüri Kass) — почтовый блок Эстонии «100-летие Национальной оперы „Эстония“ в Таллине»  (Mi #546-547)
  - 3-я премия — CDT — марки Великобритании «Музыка Британии» и Вольфганг Сайдель (Wolfgang Seidel) — почтовый блок Австрии «Масонство в Австрии»  (Mi #2577)
- 2008 год:
  - 1-я премия — Эжен Кальмус (Eugène Kalmus) — марки Люксембурга «Большой орган Великого Герцогства»
  - 2-я премия — Ги Рош (Guy Rausch) — марки Люксембурга «Римская мозаика из Вихтена»
  - 3-я премия — Н. Гюлумян — почтовый блок Армении «250-летие со дня рождения Вольфганга Амадея Моцарта»